# Alexander Borissowitsch Godunow
Alexander Boris Godunow (* 28. November 1949 auf Sachalin; † 18. Mai 1995 in Los Angeles, Kalifornien, USA) war ein russisch-amerikanischer Balletttänzer und Schauspieler.

## Leben
Godunow brillierte besonders in den klassischen Rollen des Balletts durch eine für seine Körpergröße (1,91 m) erstaunliche Anmut, eine raffinierte Technik und seine Sprungkraft. Er begann seine Ausbildung an der Ballettschule von Riga, bevor er zur Schule des Bolschoi-Balletts in Moskau wechselte. Seit 1971 als Solist am Bolschoi engagiert, galt er Ende der 1970er Jahre als prädestinierter Nachfolger des Altstars des Moskauer Balletts Wladimir Wassiljew, der sich auf seine Rolle als Ballettmeister vorbereitete. Godunow nahm an mehreren Tourneereisen ins Ausland teil, auch in die USA. 1975 nahm er auf seiner zweiten US-Tournee Kontakt zu einem Jugendfreund auf, dem 1974 nach einer Kanadatournee aus der Sowjetunion emigrierten Tänzer Michail Baryschnikow, der damals gerade als Choreograf debütiert hatte. Daraufhin wurden Godunow Auslandsreisen für vier Jahre untersagt. Von seiner letzten US-Tournee 1979 kehrte er nicht wieder in die Sowjetunion zurück. Baryschnikow war inzwischen künstlerischer Leiter am American Ballet Theatre in New York geworden und verschaffte Godunow dort ein Engagement als erster Solist. Seine Frau, die ebenfalls für das Bolschoi-Ballett tanzte, entschloss sich trotz ursprünglich gemeinsamer Planung der Übersiedlung, doch in die UdSSR zurückzukehren. Es kam zu einer internationales Aufsehen erregenden diplomatischen Krise, als die amerikanische Regierung unter Jimmy Carter dem Flugzeug der russischen Balletttruppe drei Tage lang die Starterlaubnis für den Rückflug nach Moskau verweigerte, weil Godunow befürchtete, seine Frau könnte nicht freiwillig an Bord sein. Die Ehe wurde 1982 geschieden.
In den Rollen des Don José und des Othello sorgte Godunow für Begeisterung. 1982 endete die Zusammenarbeit mit Baryschnikow im Streit. Ab 1983 nahm Godunow dann internationale Gastengagements an, so in Berlin (Deutsche Oper, Ballett des 20. Jahrhunderts), Japan und Israel. Godunow gründete seine eigene Ballettkompanie.
Nachdem er schon in der UdSSR in einigen Filmen mitgewirkt hatte, gab er 1985 sein Hollywood-Debüt in Der einzige Zeuge an der Seite von Harrison Ford. In der Komödie Geschenkt ist noch zu teuer spielte er 1986 einen selbstverliebten Dirigenten.  1988 war Godunow als deutscher Gangster Karl im Actionfilm Stirb langsam zu sehen.
Am 18. Mai 1995 wurde er in seiner Wohnung tot aufgefunden. Als Todesursache wurde Komplikationen einer Hepatitis auf Grund von chronischem Alkoholismus festgestellt.

## Filmografie
- 1974: Anna Karenina (Ballettverfilmung)
- 1978: 31 ijunja
- 1985: Der einzige Zeuge (Witness)
- 1986: Geschenkt ist noch zu teuer (The Money Pit)
- 1988: Stirb langsam (Die Hard)
- 1990: The Runestone
- 1992: Spaceshift (Waxwork II: Lost in Time)
- 1994: North
- 1996: Zone 99 – The Nuclear Target (The Zone)